# Lista de bandeiras quirguizes
Esta é uma lista de bandeiras usadas no Quirguistão.

### Dinastia Han (101 a.C.–185 d.C.)

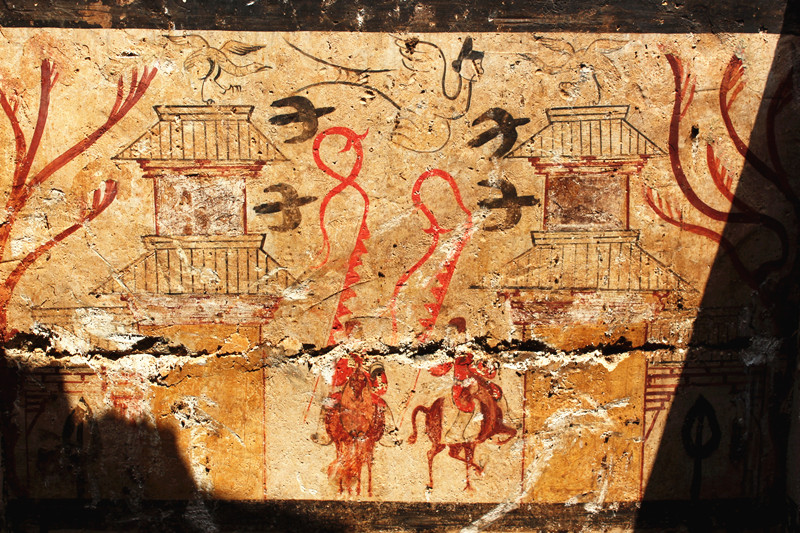
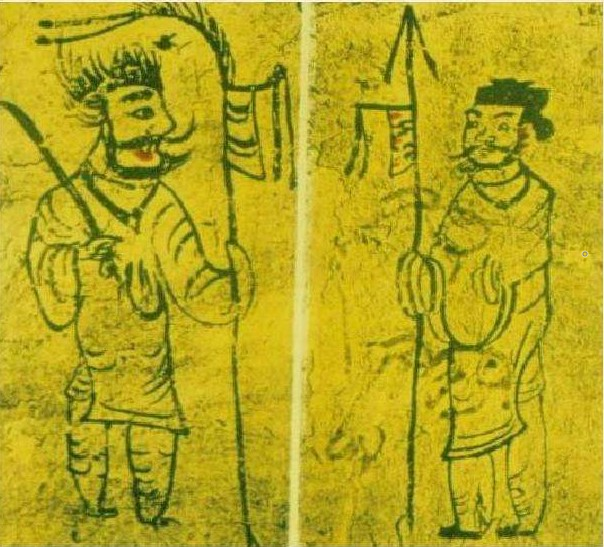

### Dinastia Tang (657–751)

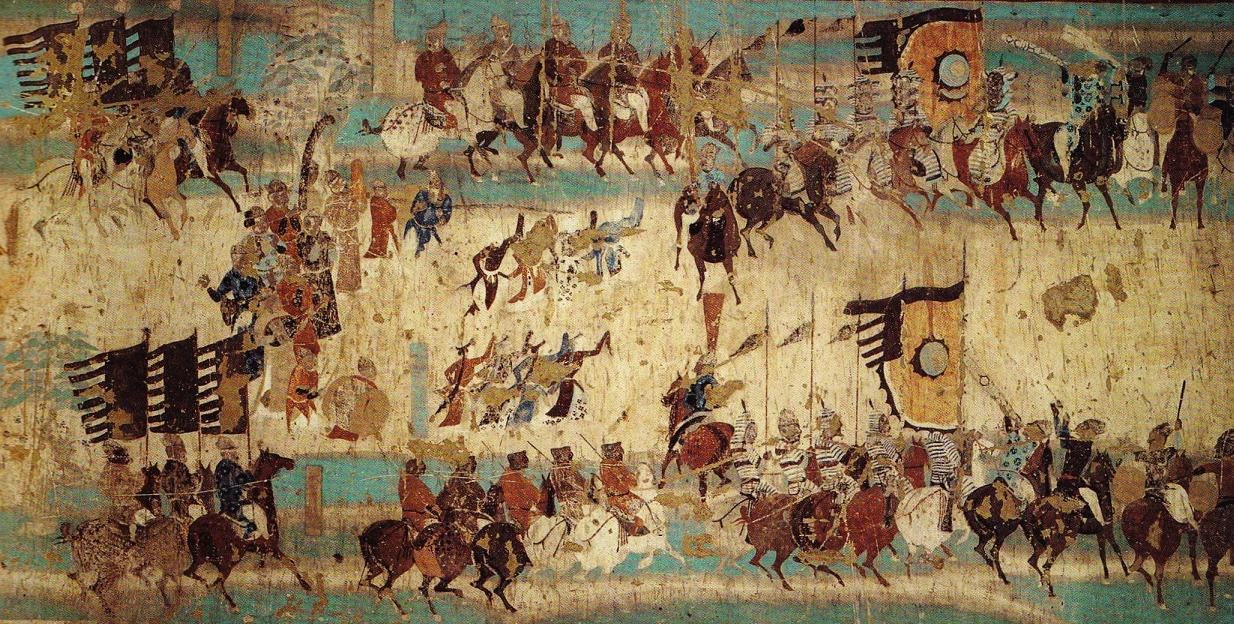
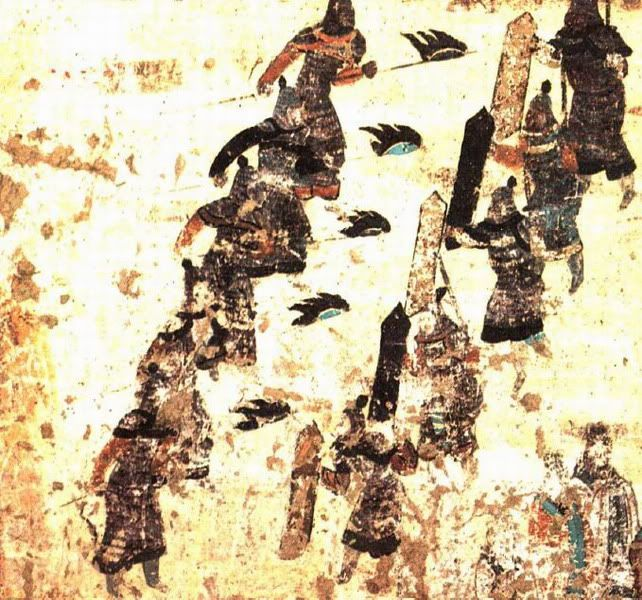
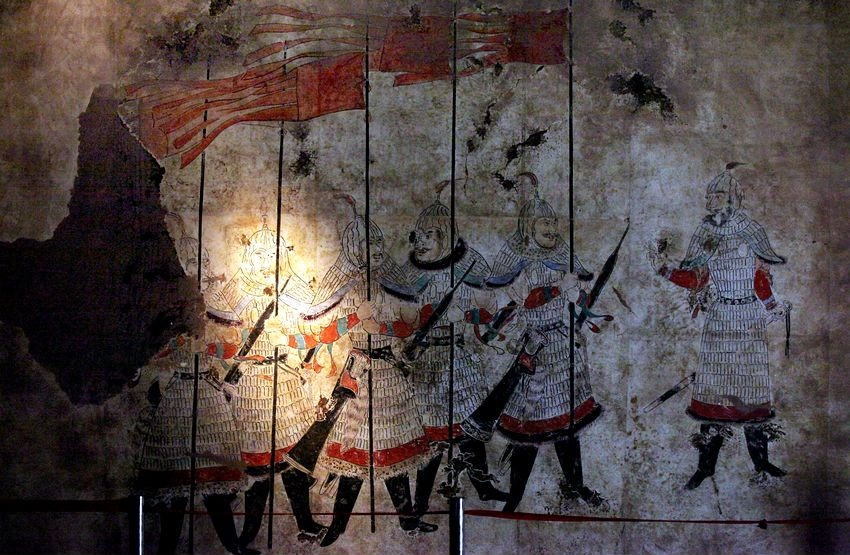
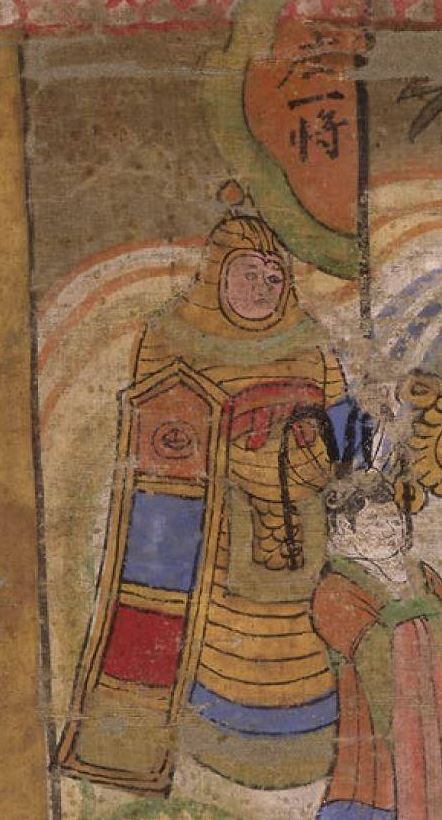
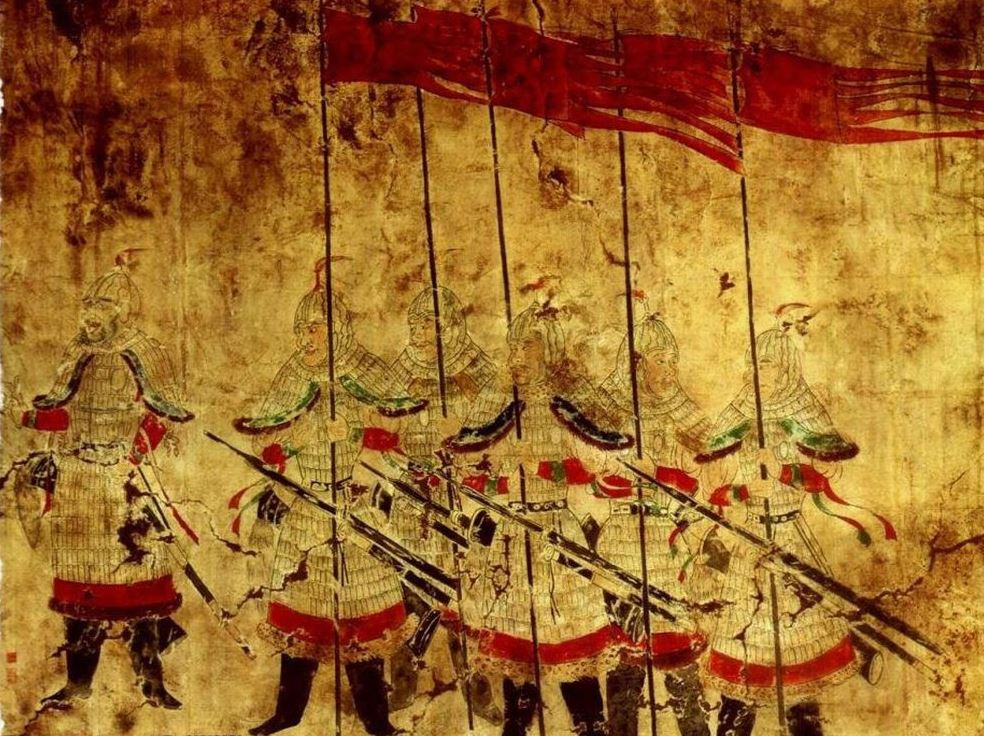

## Bandeira nacional e bandeira do estado
| Bandeira | Data          | Uso                                          | Descrição                           |
| -------- | ------------- | -------------------------------------------- | ----------------------------------- |
|          | 2023–presente | Bandeira civil e estadual, insígnia nacional |                                     |
|          | 1992–2023     | Bandeira civil e estadual, insígnia nacional | [ 1 ] [ 2 ] [ 3 ] [ 4 ] [ 5 ] [ 6 ] |

## Bandeiras governamentais
| Bandeira | Data          | Uso                       | Descrição |
| -------- | ------------- | ------------------------- | --------- |
|          | 1992–presente | Padrão Presidencial       | [ 7 ]     |
|          | 1992–presente | Bandeira do governo local |           |

## Bandeiras militares
| Bandeira | Data          | Uso                                                       | Descrição |
| -------- | ------------- | --------------------------------------------------------- | --------- |
|          | 1992–presente | Bandeira do Serviço de Fronteira do Quirguistão (anverso) | [ 8 ]     |
|          | 1992–presente | Bandeira do Serviço de Fronteira do Quirguistão (reverso) |           |
|          | 1992–presente | Bandeira das Forças Armadas do Quirguistão                |           |
|          | 1992–presente | Bandeira das Forças Armadas do Quirguistão (Rússia)       |           |

## Bandeiras regionais
| Bandeira | Data          | Uso                                         | Descrição |
| -------- | ------------- | ------------------------------------------- | --------- |
|          | 1999–presente | Bandeira de Batken                          | [ 9 ]     |
|          | 1992–presente | Bandeira de Bisqueque (cidade independente) |           |
|          | 1992–presente | Bandeira de Chuy                            |           |
|          | 1992–presente | Bandeira de Jalal-Abad                      |           |
|          | 1992–presente | Bandeira de Issyk-Kul                       |           |
|          | 1992–presente | Bandeira de Naryn                           |           |
|          | 1992–presente | Bandeira de Osh                             | [ 10 ]    |
|          | 1992–presente | Bandeira de Talas                           |           |

## Bandeiras políticas
| Bandeira | Data          | Partido                               | Descrição |
| Atual    | Atual         | Atual                                 | Atual     |
| -------- | ------------- | ------------------------------------- | --------- |
|          | 2015–presente | Quirguistão                           |           |
|          | 2006–presente | Quirguistão Unido                     |           |
|          | 2005–presente | Birimdik                              |           |
|          | 1992–presente | Partido dos Comunistas do Quirguistão |           |
| Antigo   |               |                                       |           |
|          | 2014–2017     | República–Ata Zhurt                   |           |
|          | 2010–2021     | Bir Bol                               |           |
|          | 2003–2005     | Partido Avançado do Quirguistão       |           |

## Bandeiras históricas

### Império Aquemênida(540 a.C.–330 a.C.)
| Bandeira | Data              | Uso                              | Descrição |
| -------- | ----------------- | -------------------------------- | --------- |
|          | 540 a.C.–330 d.C. | Estandarte do Império Aquemênida |           |

### Império Sassânida(224-350 e 563-642)
| Bandeira | Data            | Uso                         | Descrição |
| -------- | --------------- | --------------------------- | --------- |
|          | 224–350 563–642 | Bandeira de Derafsh Kaviani |           |

### Império Tibetano(670–692 e 755–842)
| Bandeira | Data            | Uso                          | Descrição |
| -------- | --------------- | ---------------------------- | --------- |
|          | 670–692 755–842 | Bandeira do Império Tibetano |           |

### Califado Omíada(712–747)
| Bandeira | Data    | Uso                         | Descrição |
| -------- | ------- | --------------------------- | --------- |
|          | 712–747 | Bandeira do Califado Omíada |           |

### Califado Abássida(750–886)
| Bandeira | Data    | Uso                           | Descrição |
| -------- | ------- | ----------------------------- | --------- |
|          | 750–886 | Bandeira do Califado Abássida |           |

### Canato de Chagatai(1294–1347 e 1361–1363)
| Bandeira | Data                | Uso                            | Descrição |
| -------- | ------------------- | ------------------------------ | --------- |
|          | 1294–1347 1361–1363 | Bandeira do Canato de Chagatai |           |

### Canato da Horda Dourada(1294–1446)
| Bandeira | Data      | Usar                                | Descrição |
| -------- | --------- | ----------------------------------- | --------- |
|          | 1294–1446 | Bandeira do Canato da Horda Dourada |           |

### Dinastia Timúrida(1370–1507)
| Bandeira | Data      | Uso                  | Descrição |
| -------- | --------- | -------------------- | --------- |
|          | 1370–1507 | Bandeira de Tamerlão |           |

### Dinastia Qing(1760–1864)
| Bandeira | Data      | Uso                                         | Descrição |
| -------- | --------- | ------------------------------------------- | --------- |
|          | 1760–1862 | Estandarte Amarelo Simples da Dinastia Qing |           |
|          | 1862–1864 | Estandarte do Imperador Qing                |           |

### Emirado de Bucara(1785–1870)
| Bandeira | Data      | Uso                           | Descrição |
| -------- | --------- | ----------------------------- | --------- |
|          | 1785–1870 | Bandeira do Emirado de Bucara |           |

### Rússia(1870–1918)
| Bandeira | Data                | Uso | Descrição     |
| -------- | ------------------- | --- | ------------- |
|          | 1870–1896           | Primeira bandeira oficial do estado do Império Russo                                                                     |               |
|          | 1870–1917           | Estandarte do Imperador da Rússia em terra                                                                               |               |
|          | 1883–1914 1917-1918 | Segunda bandeira oficial do Império Russo e a primeira bandeira do Governo Provisório Russo, a posterior República Russa |               |
|          | 1898                | Bandeira usada pelo povo quirguiz durante a revolta de Andijan em 1898                                                   | [ 11 ] [ 12 ] |
|          | 1916                | Bandeira usada pelo povo quirguiz durante a revolta da Ásia Central de 1916 em Semirechye                                |               |
|          | 1914–1917           | Bandeira para uso privado; também planejada Bandeira Estadual                                                            |               |

### Autonomia do Turquestão(1917–1918)
| Bandeira | Data      | Uso                                 | Descrição |
| -------- | --------- | ----------------------------------- | --------- |
|          | 1917–1918 | Bandeira da Autonomia do Turquestão |           |

### República Soviética Russa(1918–1922) eUnião Soviética(1922–1991)
| Bandeira | Data                | Uso                                                                  | Descrição |
| -------- | ------------------- | -------------------------------------------------------------------- | --------- |
|          | 1918                | Primeira bandeira da União Soviética                                 |           |
|          | 1918–1922 1924–1926 | Segunda bandeira da União Soviética                                  |           |
|          | 1922–1923           | Primeira bandeira da União Soviética                                 |           |
|          | 1923–1924           | Segunda bandeira da União Soviética                                  |           |
|          | 1924–1936           | Terceira bandeira da União Soviética                                 |           |
|          | 1936–1955           | Quarta bandeira da União Soviética                                   |           |
|          | 1955–1991           | Quinta bandeira da União Soviética                                   |           |
|          | 1919–1921           | Bandeira do República Socialista Soviética Autónoma do Turquestão    |           |
|          | 1921–1924           | Bandeira da República Socialista Soviética Autónoma do Turquestão    |           |
|          | 1926–1936           | Bandeira da República Socialista Soviética Autónoma do Quirguistão   |           |
|          | 1936–1940           | Bandeira da RSS Quirguiz                                             |           |
|          | 1936–1940           | Bandeira da República Socialista Soviética do Quirguistão (variante) |           |
|          | 1940–1952           | Bandeira da República Socialista Soviética do Quirguistão            |           |
|          | 1952–1991           | Bandeira da República Socialista Soviética do Quirguistão            | [ 2 ]     |
|          | 1991–1992           | Bandeira do Quirguistão após a queda da União Soviética              |           |
|          | 1992                | Segunda bandeira do Quirguistão após a queda da União Soviética      |           |

## Bandeiras propostas
| Bandeira | Data | Uso        | Descrição |
| -------- | ---- | ---------- | --------- |
|          | 2011 | Proposta 1 |           |
|          | 2011 | Proposta 2 |           |
|          | 2011 | Proposta 3 |           |
|          | 2011 | Proposta 4 |           |
|          | 2011 | Proposta 5 |           |